# 五色ホースクラブ
五色ホースクラブ（ごしきホースクラブ、英称：Goshiki Horse Club）は、兵庫県洲本市五色町鮎原三野畑597番地に本部を置き、馬の温もり、乗馬の姿勢、馬との交流を通して心身のケアを行うことを目的としたホース・アシステッドセラピーによる福祉系・社会系・教育系の分野に関する事業を行うNPO法人である。

## 概要
児童や障害者および高齢者に対して、馬と触れ合うことによる心身のケアを目的とした乗馬教室や飼育体験教室など健康・福祉・教育に関する事業を行っており、障害を負うことによって失われた生きがいや自己の役割の回復および引きこもりからの脱却など心理的・社会的側面でのサポートと、各人がより主体的な生活を送るための生活の質の改善や向上に寄与することを目的としている。
五色ホースクラブは淡路島のほぼ中央にあり、周りは田園と里山が続く田舎の原風景を感じることができる。馬場は安全を考慮した深めの砂馬場となっている。なお、乗馬をする際には事前予約が必要であり、乗馬メニューはそれぞれの障害やその日の体調に合わせて一人一人違うプログラムで行っている。また、飼育体験、ふれあい体験など馬に乗らないメニューもある。
セラピー馬は5頭いたが、現在はポニー2頭、クォーターホース1頭で活動している。
- 鈴丸（ポニー）
- 茶々丸（ポニー）
- 寿空丸（クォーターホース）
- パーシバル（サラブレッド、2011年11月17日永眠）
- アトム（クォーターホース、2014年10月16日永眠）

### 元競走馬リスト
| 父馬       | アサカシルバー                                            |
| 母馬       | カツフオンテン                                            |
| 生年月日   | 1990年4月6日                                              |
| 性別       | 牡                                                        |
| 競走馬生活 | 1年2ヶ月（1992年9月〜1993年10月）                         |
| 生涯戦績   | 地方18戦0勝（1戦だけ船橋で走っているが 他は全て川崎競馬） |

現役を引退後、地方競馬教養センターで騎手の練習馬として過ごし、園田競馬場の誘導馬として迎えられた。誘導馬として活躍後、2011年2月、「パーシバル」と命名しこちらで繋養開始。しかし、同年、股関節脱臼により永眠。

## ホース・アシステッドセラピーの効果
医療面において、犬や猫などによるセラピー効果が認められるのは現在のところ心理面とその波及効果としての生理面に限られている。しかし、ホースセラピーの場合は医療・教育・スポーツ・レクリエーション・コミュニティの多面的な要素を併せ持ち、特に乗馬においては前後・上下・左右の動きが脳神経を刺激し、精神的効果があるということが科学的に証明されている。そのため、ドイツやスイスでは乗馬療法士が国家資格であり健康保険が適用されているほどポピュラーなもので、代替医療として認められている。また、欧米では古代ギリシャの時代からの長い歴史を持っており、乗馬療法であるヒッポセラピー（英語: Hippotherapy）として認知されている。
日本の場合、癒し（ヒーリング）・教育効果を目的にした「動物介在活動」（AAT＝Animal Assisted Therapy）や「動物介在教育」（AAE
＝Animal Assisted Education）もセラピーに含まれる。
しかし、海外では乗馬療法士が国家資格なのに対して日本では現在認められておらず、そのため、少しでも早く国家資格に認定されるよう尽力している。

### 主な対象者
- 高齢者や子ども

（老人ホーム、一人っ子、不登校、精神的・身体的・性的虐待児、親がいない子どもなど）
- 障害や病気のある方

（発達障害、認知症、統合失調症・躁うつ病・アスペルガー症候群・ボーダーなどの精神疾患、ダウン症、自閉症、脳性マヒ、身体機能障害者、視覚・聴覚・言語障害者、てんかん患者、がん患者、エイズ患者など）
- コミュニケーションやリーダーシップを学ぶ場を求めている方

（学校や企業の研修、または刑務所など）

### 乗馬による精神的効果
馬は本来群れで行動する社会性を持ち、人よりも大きな体を持ちながら従順で、心優しい動物である。
馬の気持ちを考えながら世話をすることで馬と気持ちが通い合う喜びが生まれ、また、馬に乗るとその高さに感動し、馬の温かさから心の安らぎが生まれる。
人間の身体に出てくる症状の中には「心の問題」が関わっていることがあり、その場合には筋肉や骨などを改善しても症状が良くならない場合が多く、ホースセラピーはその両方から相互へのアプローチができる。
馬の平均体温は人間の平均体温より1～2℃高く、その体温が人間の筋肉の緊張を和らげて血行を促進する効果がある。
大きな馬の背に揺られ、意思を通じ合わせることによって自信が回復し、喜びや楽しみがあふれ、日常のストレスや孤独感を癒すことができる。
- 自信・満足感が得られる
- 不安や多動を軽減し、嫌悪感や恐怖心・攻撃傾向を減少（ストレス・孤独感を緩和）
- 意思・感情表現が豊かになる
- 知覚・運動能力を向上
- 日常生活習慣の改善
- 対人関係のコツを覚える
- 積極的な社会性を発達させる
- 協調性・調和性が身につく

### 乗馬による身体的効果
馬に乗り、ただ歩くだけでその高さや温もり、振動やリズムが脳を刺激し、日常使わない筋肉や神経を使うマッサージ効果があり、馬に乗ってバランスをとることにより、背筋・腹筋を中心に筋力の強化、腰痛の予防、バランス感覚の改善に効果がある。
常歩（なみあし）騎乗では、バランスのとれた有酸素運動になるが、これは馬の骨盤が平らで人間の骨盤がそれに対し垂直であることが関係している。
この動きが揺られているとまるで地面を歩行しているような感覚を得ることができ、８の字に動く「馬の揺れ」が骨盤や背骨の周りの筋肉や脳を刺激する。
- 連動して背骨全体（頭まで）とその周りの筋肉が動く
- 背骨（脊柱）の両サイドの神経を刺激する
- バランスを取るために背骨周りの細かい筋肉を使うことで、神経を圧迫していた筋肉がほぐれ神経の伝達が良くなる

前後・上下・左右の動きが脳神経や筋肉を刺激することで、様々な身体的効果や精神的効果を得ることができる。
特に本物の馬に乗る時は、進む・止まる・曲がるといった連続した一定ではない振動とリズムに加え、馬の背中や地面の状態（デコボコ等）によって不安定要素がたくさんある中でバランスを取らなければならないので、より微細な動きが乗り手に要求される。
しかし、乗馬のリズムは特別な技術を必要としなくても馬にまたがっているだけで足やひざに負担をかけずに運動効果が得られることから、ダイエットや病気療養のリハビリとして、近年では糖尿病の運動療法にも用いられている。
- 心身をリラックスさせ、諸症状を癒し鍛える
- 筋力の強化・トレーニング（腹筋・背筋・足腰等）
- 柔軟性のアップ
- 循環系機能の向上
- 消化器や排泄など他機能への適度な刺激
- 平衡感覚の発達
- 脊髄の支持
- 姿勢の改善

## 指導者講習会の実施
五色ホースクラブでは、臨床心理士で獣医師の高橋良臣や松下電器乗馬部を創立した河瀬浩を講師に迎え、医師や理学療法士など医療に従事する専門家達と共同で障害者乗馬指導者講習会を行って指導者の育成に力を入れて取り組むとともに、医療従事者としての乗馬療法士の国家資格認定のために行政へ働きかける活動を行っている。
また、現在、医療としてのアプローチおよび心理面でのアプローチに特化したホースセラピーを行っている場所は他にはなく、治療効果よりも障害者へのレクリエーション効果を期待して導入している場合が多い。それ故に本格的なセラピー利用者の受け入れ場所不足が深刻化しているため、受け入れ先の確保と拡大に向けて定期的に講習会を主催し、指導者の育成に力を注いでいる。
実際の業務では、セラピーの状況報告や個人個人の機能面・注意点を話し合い、各専門分野から意見交換を行って次のレッスンプログラムを組み立てるという方針になっている。
特にハンディキャップのある方へのホースセラピーでは安全を充分に確保する必要があるため、常にミーティングを行って風通しを良くし、状況を把握、判断して改善点を柔軟に受け止め実行する事が指導者として最重要課題となる。そのため、指導者育成に関しても従来から存在するホースセラピーとは異なり、馬の触り方・引き馬の仕方など非常に細かく独自の基準を設けている。
指導者育成レッスンでは、全体を把握しながら乗り手がすべき運動課題を提示し、馬の歩く方向を決定するインストラクター、綱を持ち馬を引いて馬の歩行をコントロールするリーダーや乗り手への直接介助を行うサイドウォーカーを志す者には常に危機意識を持つよう指導を徹底し、実践的なシミュレーションを繰り返し行っている。

## 主な活動
- 2014年1月 わたぼうしホースセラピー
- 2014年7月 わたぼうしホースセラピー
- 2014年8月 わたぼうしホースセラピー
- 2014年10月 おひさまの会ホースセラピー
- 2014年11月 わたぼうしホースセラピー

## イベント情報
- 2014年2月15・16日 ホースセラピー指導者講習会
- 2014年3月16日 日本健康・環境セラピー学会 第1回研究会
- 2014年8月10日 第2回日本健康・環境セラピー学会創立記念講演会

## 馬術大会
- 2014年10月4日 全国障害者馬術大会
- 2014年10月11日 2014 HOPE CUP TAIWAN